# Giuseppe Orlandini
Giuseppe Orlandini (Firenze, 17 ottobre 1922 – ...) è stato un regista e sceneggiatore italiano.

## Biografia
Attivo per circa una quindicina di anni tra la fine degli anni cinquanta e gli inizi degli anni settanta; Giuseppe Orlandini si è cimentato spesso nel filone della commedia commerciale all'italiana, ottenendo spesso buoni risultati ai botteghini cinematografici, grazie soprattutto per la scelta azzeccata degli attori e comici adatti alle sceneggiature spesso da lui stesso redatte; è ricordato soprattutto (assieme a Giorgio Simonelli e Giovanni Grimaldi) per essere stato uno dei registi che hanno diretto il duo comico Franco e Ciccio.

## Filmografia

### Regista
- Tutti innamorati (1959)
- Lo squadrista, episodio di Cronache del '22 (1962)
- La pupa (1963)
- La ragazzola (1965)
- I due vigili (1967)
- I due crociati (1968)
- Gli infermieri della mutua (1969)
- I due maggiolini più matti del mondo (1970)
- Il clan dei due Borsalini (1971)
- Continuavano a chiamarli... er più e er meno (1972)